# Stefan Uroš V
Stefan Uroš V Nejaki "de Zwakke" (Servisch: Стефан Урош V Нејаки) (* 1336 - 4 december 1371) was koning van Servië (1346-1355), onder zijn vader Stefan Uroš IV Dušan, de tsaar van Servië en Griekenland, en volgde zijn vader als tsaar op (1355-1371).
Stefan Uroš V was niet in staat het grote rijk van zijn vader bijeen te houden, noch kon hij de aanvallen van buitenlandse invallers neerslaan, noch kon hij de wil van zijn adel bestrijden. Het Byzantijnse Keizerrijk maakte misbruik van de zwakheid van het Servische tsarenrijk om Servisch Griekenland terug te winnen, en Hongarije veroverde Mačva en Belgrado.
In 1358 ondervond hij weerstand van zijn oom Simeon, de despoot van Epirus, en zijn eigen moeder Jelena, die bepaalde gebieden autonoom begon te besturen. Naar hun voorbeeld stonden ook Vukašin en Uglješa Mrnjavčević, Dejankovićs, de gebroeders Balšić en Nikola Altomanović tegen hem op. Op het einde van zijn heerschappij stond enkel nog het gebied tussen Donau en Šara onder zijn directe controle.
Na de dood van Stefan Uroš V kwam de eigenlijke macht van het rijk in handen van Lazar Hrebeljanović, een van zijn belangrijkste vazallen, die - ondanks alles - toch Tvrtko, ban van Bosnië en neef van Stefan Uroš, als (weliswaar louter titulaire) monarch van Servië accepteerde.
Met Stefan Uroš V kwam een eind aan de heerschappij van de Nemanjićdynastie in middeleeuws Servië.